# KkStB 96 sorozat
A kkStB 194 sorozat egy  szertartályos gőzmozdony-sorozat volt az osztrák császári és Királyi Osztrák Államvasutaknál (k.k. österreichischeStaatsbahnen, kkStB), amely mozdonyok eredetileg különböző magánvasúttársaságoktól származtak. A 96.01-02 a Fehring–Fürstenfeld HÉV-től, a 96.03-04 a Weiz-Gleisdorf HÉV-től, a 96.05-06 Kuttenbergi HÉV-től,  a 96.07 a Böhmische Nordbahn-tól a 96.08-12 pedig a Böhmische Commercialbahnen-tól származtak.

## KkStB 96.01–02 (Fehring–Fürstenfeld helyiérdekű vasút) és kkStB 96.03–04 (Weiz-Gleisdorf helyiérdekű vasút)
A Krauss mozdonygyár szállított 1885-ben két háromcsatlós szertartályos mozdonyt a Fehring–Fürstenfeld HÉV-nek és kettőt a Weiz-Gleisdorf HÉV-nek.
A kkStB a vasúttársaságok államosításakor a 96.01-04 pályaszámokat adta a mozdonyoknak. A BBÖ-höz már csak a 96.01 számú mozdony került át, amely Bécsben látott el tolatószolgálatot.
A 96.01-et az Anschluss után még a Német Birodalmi Vasút (DRB) is állományba vette 98.7001 pályaszámon. Még a második világháborút is túlélte, csak 1953-ban selejtezték.

## KkStB 96.05–06 (Kuttenberger Lokalbahn)
Az ezüstbánya-város Kuttenberget kötötte össze az ÖNVB hálózatával a Kuttenbergi HÉV. Ezen kívül fontos volt a teherszállítás a helyi cukorgyár miatt is. A teherszállítás biztosításához szállította a Krauss Müncheni gyára 1885-ben a két háromcsatlós kis mozdonyt, amelyek a 1087K és a 1088K gyári számot kapták.
A HÉV-e-t az ÖNWB üzemeltette. Amikor az üzemeltetést 1905-ben befejezte, a mozdonyok a Polna-Stecken–Polna Stadt. HÉV-hez kerültek. A kkStB a mozdonyoknak a 96.05-06 pályaszámokat adta.
Az első világháború után mindkét mozdony a Csehszlovák Államvasutakhoz került a ČSD 300.5 sorozatba. 1925-ben selejtezték őket.

## KkStB 96.07 (BNB)
A BNB 1897-ben vásárolta a mozdonyt a Dolni Cetno-i Cukorgyártól, melyet DOLNI CETNO-nak neveztek. A BNB az 1881-es építésű mozdonyt a VII sorozatba osztotta be. 1908-ban, amikor a kkStB átszámozta a BNB eredetű mozdonyokat, a mozdony a 96.07 pályaszámot kapta.

## KkStB 96.08–12 (BCB)
A BCB vásárolt 5 db háromcsatlós mozdonyt a Krauss mozdonygyárától  melyeket a IIIKb osztályba sorolt  Egyiket, a RONOV-ot 1885-ben a Sager cégtől(Trenčín) vásárolta, a többit közvetlenül a gyár szállította 1881-1883 között.
A BCB 1910-es államosításakor (a kkStB 1909-től üzemeltette a vasutat) a mozdonyokat a 96 sorozatba osztották be.
Az I. világháború után a mozdonyok a ČSD-hez kerültek, ahol pályaszámokat már nem kaptak, selejtezték őket.

## Fordítás
- Ez a szócikk részben vagy egészben  a   kkStB 96 című német Wikipédia-szócikk fordításán alapul.  Az eredeti cikk szerkesztőit annak laptörténete sorolja fel. Ez a jelzés csupán a megfogalmazás eredetét és a szerzői jogokat jelzi, nem szolgál a cikkben szereplő információk forrásmegjelöléseként.